# Амалия фон Саксония-Хилдбургхаузен
София Амалия Каролина фон Саксония-Хилдбургхаузен (на немски: Sophie Amalie Karoline von Sachsen-Hildburghausen; * 21 юли 1732, Хилдбургхаузен; † 19 юни 1799, Йоринген) от линията Ернестини на род Ветини, е принцеса от Саксония-Хилдбургхаузен и чрез женитба първата княгиня на Хоенлое-Нойенщайн-Йоринген.

## Живот
Тя е най-малкото дете и единствена дъщеря на херцог Ернст Фридрих II фон Саксония-Хилдбургхаузен (1707 – 1745) и съпругата му графиня Каролина фон Ербах-Фюрстенау (1700 – 1758), дъщеря на граф Филип Карл фон Ербах (1677 – 1736). По-малка сестра е на Ернст Фридрих III (1727 – 1780), херцог на Саксония-Хилдбургхаузен, и на Фридрих Вилхелм Ойген (1730 – 1795).
Амалия се омъжва на 28 януари 1749 г. в Хилдбургхаузен за княз Лудвиг Фридрих Карл I фон Хоенлое-Нойенщайн-Йоринген (1723 – 1805), син на граф и княз Йохан Фридрих II фон Хоенлое-Нойенщайн-Йоринген (1683 – 1765) и съпругата му ландграфиня Доротея София фон Хесен-Дармщат (1689 – 1723). Те имат един син, който умира като бебе.
През 1770 г. тя взема в нейния двор в Йоринген попадналия в немилост в Хилдбургхаузен брат Ойген и жена му, където двамата живеят до смъртта им.
Амалия е погребана с нейния съпруг в манастирската църква в Йоринген.

## Деца
- Карл Лудвиг Фридрих (* 20 април 1754, Йоринген; † 28 февруари 1755, Йоринген)